# Comandero (hostelería)
El Comandero, en hotelería y restauración, es la libreta donde el camarero anota las comandas. La libreta, que suele estar insertada en un carpetín específico que incorpora espacio para un bolígrafo, consiste en hojas de pequeño tamaño con tres copias para cada comanda que funcionan mediante calco. 

## Hojas de comandas
La hoja original es la que se presenta al cliente, otra,  es enviada por el camarero a cocina para su elaboración y la última, se guarda para efectos de contabilidad. 
Las hojas suelen estar numeradas y suelen llevar propaganda impresa de la empresa. También llevan zonas para anotar ciertos detalles como el número de mesa o el total de la cuenta, de modo que las convierte en libretas específicas ampliamente usadas en restaurantes y hoteles.

## Comandero electrónico
El comandero electrónico consiste en un terminal TPV que funciona por radio, los camareros toman la comanda introduciendo códigos y enviando la señal a los receptores que a su vez, envían la información a un computador central y a las distintas impresoras en caso de ser bebida o comida. El rendimiento de un negocio hostelero que funciona con una correcta implementación de este sistema es muy superior a la clásica comanda de papel, pero susceptible al caos en caso de fallos técnicos o eléctricos. En el 2008 éstas terminales han sido reemplazadas por las más modernas PDA.
En la actualidad hay muchas empresas que han desarrollado aplicaciones de comandero para tpv que se pueden instalar en tu propio teléfono inteligente. Por ejemplo, el popular software para hostelería GOTPV advanced incluye una app para comanderos android muy completa y fácil de usar. Por otra parte los comanderos táctiles con impresora y datáfono integrado permiten realizar más gestiones sin desplazamientos, por ejemplo, tomar la comanda, imprimir el tiquet y realizar el cobro con tarjeta, todo ellos sin un solo desplazamiento. Un ejemplo de esto es el modelo Carbono de la empresa de tpv Clienty.
No debemos pasar por alto que teniendo en cuenta los costes cada vez más elevados en el sector de la hostelería se hace más necesario que nunca implantar estas herramientas que ayudan a reducir costes.